# Весенние ритмы. Тбилиси-80
«Весе́нние ри́тмы. Тбили́си-80» — один из первых официальных рок-фестивалей и первый рок-фестиваль под эгидой Министерства культуры в истории СССР, прошедший в городе Тбилиси (Грузинская ССР) с 8 по 16 марта 1980 года. Считается одним из важнейших событий в истории советского рока.

## История и победители
Рок-фестиваль «Весенние ритмы» был организован Грузинской национальной филармонией (по инициативе замдиректора филармонии Гайоза Канделаки), Союзом композиторов Грузинской ССР, Республиканским центром культуры молодёжи и Центральным комитетом комсомола Грузинской ССР. Среди организаторов были известный (впоследствии) критик Артемий Троицкий и первый секретарь ЦК КП Грузинской ССР Эдуард Шеварднадзе.
Из-за проблем с поставкой оборудования для фестиваля некоторые группы (в их числе «Машина времени») выступали на аппаратуре группы «Интеграл»; «Аквариум» играл на барабанах Ludwig группы «Гунеш». Группа «Диалог» представила рок-сюиту «Под одним небом» на стихи Семёна Кирсанова.
Целью фестиваля был заявлен «поиск новых талантов в советской музыке». Хотя участники фестиваля не воспринимали данное событие как конкурс, фестиваль имел конкурсную программу и жюри, в состав которого вошли Юрий Саульский, Гия Канчели, Константин Певзнер, Владимир Рубашевский, Аркадий Петров, Мурад Кажлаев и другие. Они определили тройку победителей таким образом:

Андрей Макаревич получает грамоту фестиваля «Весенние ритмы» от Юрия Саульского, 16 марта 1980 года.

- Первое место — группы «Машина времени» (Москва) (песни «Хрустальный город» и «Снег», автор Андрей Макаревич) и «Магнетик бэнд» (Таллин) (песни «Леди Блюз» и «Трубадур на магистрали», автор Гуннар Грапс).
- Второе место — группа «Автограф» (Москва)[7] (песня «Ирландия, Ольстер», авторы — Александр Ситковецкий и Маргарита Пушкина) и ВИА «Гуне́ш» (Ашхабад) (песня «Река Туни», туркменская народная песня).
- Третье место — группы «Интеграл» (Саратов) (руководитель Бари Алибасов), «Лабиринт» (Батуми) (песня «Сакартвело», автор М. Киладзе), «Диалог» (руководитель Ким Брейтбург)[6] и «Тип-Топ» Иманта Пауры (Рига).

Все лауреаты различных премий фестиваля из всех республик СССР (кроме группы «Тип-Топ», Рига) были включены в двойной диск «Весенние ритмы», выпущенный по итогам фестиваля в 1981 году фирмой «Мелодия» (С60-15417-20). Группа «Глобус» («Удачное приобретение») выступила вне конкурса в день открытия фестиваля.
По воспоминаниям Александра Липницкого («Звуки Му»), грузинское телевидение вело видеосъёмку фестиваля вплоть до появления на сцене музыкантов «Аквариума», которые нацепили на свои костюмы значки с вызывающими надписями. Финские теледокументалисты, присутствовавшие на фестивале, позднее выпустили 40-минутный документальный фильм «Советский рок».

…Ходит легенда, что когда тбилисцев через год после рок-фестиваля «Тбилиси-80» спросили, не хотят ли они выдержать ещё один такой же, то они ответили: «Свердловск тоже очень красивый город».

### Скандалы

Скандально известное выступление группы «Аквариум» на советском рок-фестивале «Весенние ритмы». Тбилиси, 1980 год.

Группа «Аквариум» была дисквалифицирована за неподобающее, по мнению судей, поведение на сцене. Борис Гребенщиков при исполнении песни лёг на сцену, положив гитару между ног. Затем Сева Гаккель поставил на него виолончель, а фаготист Александров изобразил автоматную очередь в сторону зала. Жюри сочло выступление непристойным и углядело в нём намёки на гомосексуализм.
«Зачем ты привез сюда этих голубых?!» — спрашивал удручённый Гайоз. Претензия была сногсшибательно неожиданной. «Почему голубые? Они нормальные ребята. Это у них такое шоу, эксцентрика…». — «Нормальные? Один ложится на сцену, второй на него, третий тоже пристраивается. Дегенераты, а не музыканты!»Из воспоминаний Артемия Троицкого
Группа «Глобус» получила выговор за программу на английском языке и обращение к публике: «Thank you very much!» и была отправлена домой до окончания фестиваля. По воспоминаниям Валерия Ярушина, во время выступления ВИА «Ариэль» в зале произошла «поножовщина», и остаток программы группа доигрывала при полном включённом освещении сцены.

## Участники фестиваля
- «Автограф» (Москва)
- «Аквариум» (Ленинград)
- «Ариэль» (Челябинск)
- «Блиц» (Тбилиси)
- «ВИА „75“» (Тбилиси)
- «Время» (Горький)
- «Вторая половина» (Курская филармония)
- «Глобус» (Москва)
- «Группа Стаса Намина» (Ереванская филармония)
- «ВИА „Гуне́ш“» (Ашхабад)
- «Диалог» (Донецкий джаз-клуб)
- «Диэло» (Тбилиси)
- «Земляне (Атлас)» (Ленинград)
- «Интеграл» (Саратовская филармония)
- «Контраст» (Тбилиси)
- «Кром» (Псков)
- «Кронверк» (Ленинград)
- «Лабиринт» (Батуми)
- «Магнетик бэнд» (Таллин)
- «Машина времени» (Москва)
- «Сиполи» (Юрмала)
- «Слайды» (Тамбовская филармония)
- «Тип-Топ» (Рига)

## Грампластинка
По итогам фестиваля фирмой «Мелодия» в 1981 г. был выпущен двойной альбом с подборкой песен-лауреатов фестиваля:
диск 1
1. «Хрустальный город» (музыка и слова А. Макаревича) — Группа «Машина времени» (6:06)
2. «Снег» (музыка и слова А. Макаревича) — Группа «Машина времени» (2:58)
3. «Ирландия. Ольстер» (А. Ситковецкий — М. Пушкина) — Рок-группа «Автограф» (4:02)
4. «Весенние ритмы», из композиции «Сакартвело» (М. Киладзе) — ВИА «Лабиринт» (6:15)
5. «Пристегните ремни безопасности» (А. Ситковецкий) — Рок-группа «Автограф» (3:14)
6. «Каприз-блюз» (музыка и слова А. Ситковецкого) — Рок-группа «Автограф» (4:23)
7. «Странный мир» (Ч. Немен — В. Луговой) — Шоу-ансамбль «Интеграл» (3:32)
8. «Сулико» (грузинская народная песня) — Шоу-ансамбль «Интеграл» (3:11)
9. «Леди блюз» (музыка и слова Г. Грапса) — Рок-группа «Магнетик бэнд» (4:45)

диск 2
1. «Родина» (музыка народная — слова народные и А. Церетели, обработка Р. Бардзимашвили) — ВИА «75» (13:48)
2. «Трубадур на магистрали» (Г. Грапс — В. Миртем) — Рок-группа «Магнетик бэнд» (4:07)
3. «Моя Грузия» (М. Киладзе — И. Нонешвили, С. Гугунава) — ВИА «Лабиринт» (8:05)
4. «Река Туни» (туркменская народная песня, обработка Ш. Бяшимова) — ВИА «Гуне́ш» (5:26)
5. «Подснежник» (татарская народная песня, обработка Б. Алибасова и В. Доленко) — Шоу-ансамбль «Интеграл» (4:26)

Альбом выпущен также на компакт-кассетах (СМ00939, СМ00940 по каталогу «Мелодии»).